# Albert Šlik
Albrecht nebo také Albert Šlik (německy Albrecht (von) Schlik, 1490, Loket – 1558, Vintířov) byl český šlechtic z loketské linie rodu Šliků.

## Život
Narodil se jako syn hraběte Jeronýma Šlika a jeho manželky paní z Zelkingu. Hrabě Albert Šlik byl od roku 1534 hejtmanem královského kadaňského hradu a zřejmě také majitelem Šlikovského domu v Kadani. Jeho manželkou byla Alžběta Ungnadová z Weissenwolffu.
Po smrti svého bratra Šebestiána okolo roku 1527 se ujal správy loketského panství. Roku 1541 vyměnil Loket, Karlovy Vary a Kynšperk nad Ohří za Pětipsy a Budenice se svým příbuzným Jeronýmem Šlikem.
V tažení proti Turkům v říjnu 1537 velel českému oddílu krále Ferdinanda I., jehož však zanechal v bitvě u Oseka a z boje uprchl. Podle jiných zdrojů (viz deník „Bohemia“ z roku 1862, č. 68, s. 656) měl padnout v bitvě s Turky.